# 茂原・八積湿原
茂原・八積湿原（もばら・やつみしつげん）は、かつて千葉県茂原市と長生郡長生村にかけて存在した湿原である。

## 概要
千葉県のほぼ中央部、九十九里平野の南端に近いこの地はかつて、沼沢地や湿原、原野や山林などが広がり、大変多様性のある植物群落であった。特に、現在では絶滅危惧種にも指定されている植物が多数自生し、中でも食虫植物やカヤツリグサ科植物が豊富であった。そのため、1931年（昭和10年）から1935年（昭和14年）、調査のためこの地に3回ほど訪れていた植物学者の牧野富太郎が、1958年（昭和33年）に発行された「千葉県植物誌」の冒頭文で「まさに植物の宝庫である。」と絶賛していたと記載されている。また同書には「植物採集地案内」として、当湿原とともに七村堰付近（現在の長生村一松丁付近）、驚（おどろき）海岸塩生湿地が、湿地性植物の宝庫として植物採集に適した場所であると紹介されている。

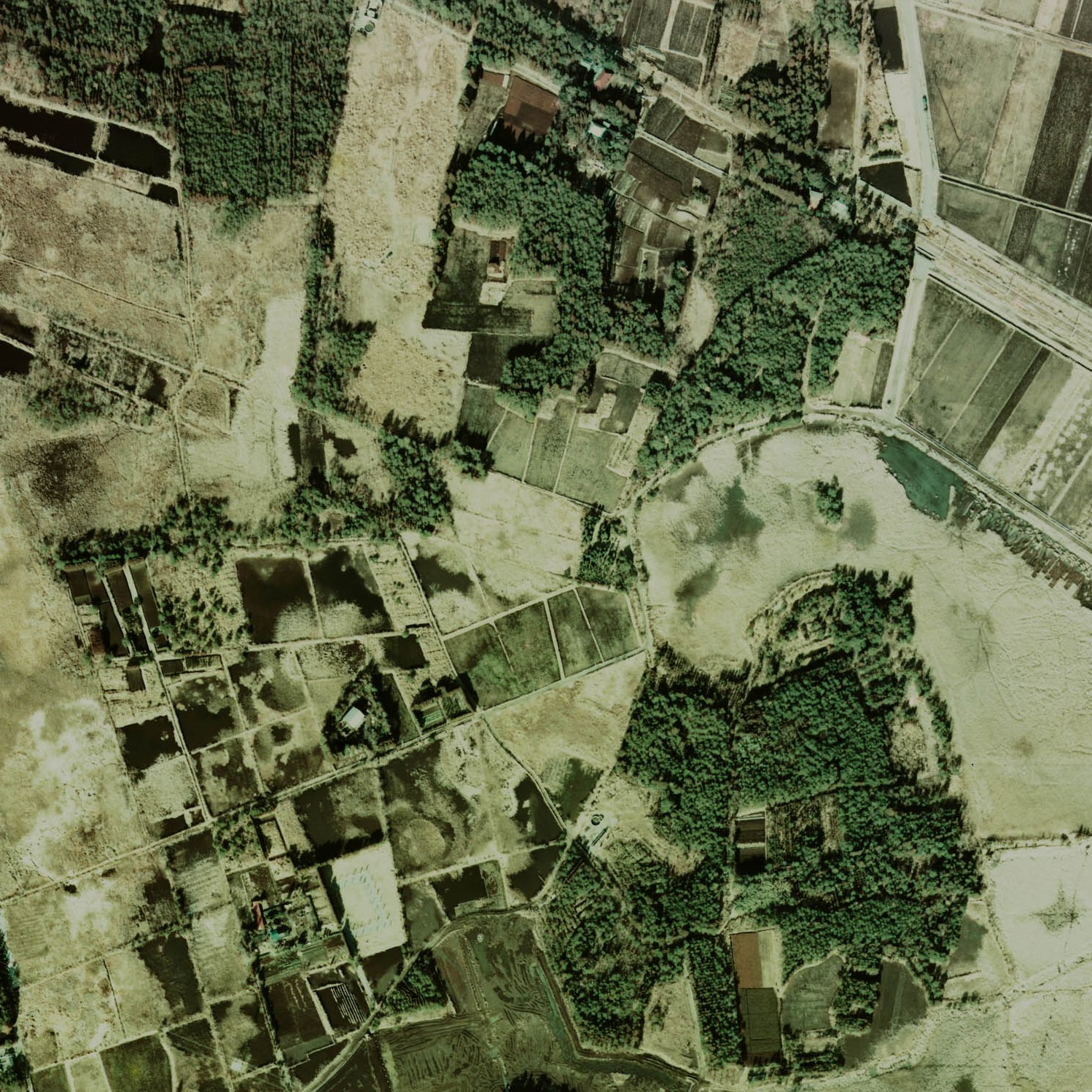
1974年（昭和49年）に千葉県長生郡長生村薮塚付近上空から撮影された航空写真。画面右上は外房線茂原-八積駅間、画面中央は現在工場となっている。

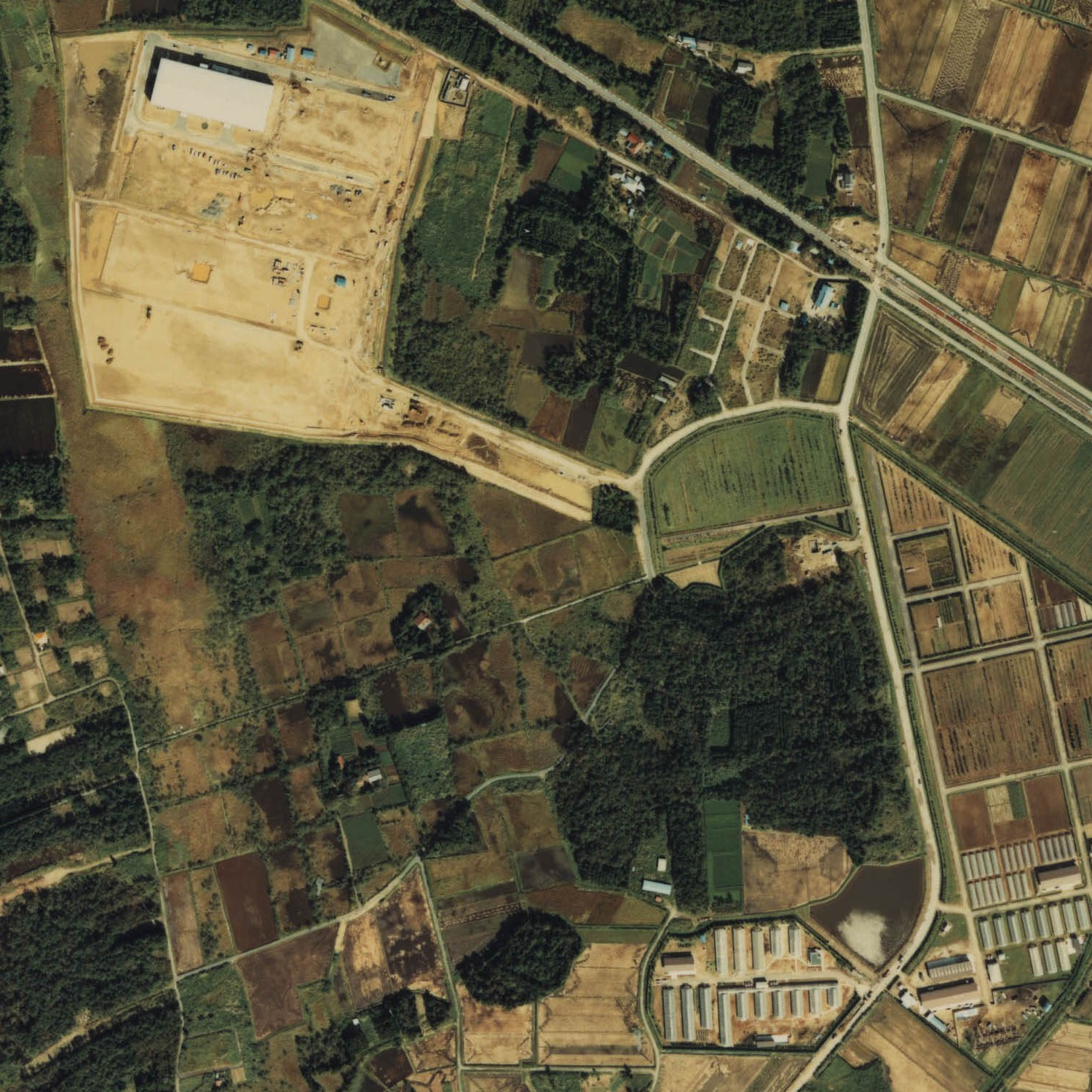
1983年（昭和58年）にほぼ同じ場所から撮影された航空写真。湿原は、耕地整理が進み水田となり、画面左上は整地され、工場が建設され始めたことがわかる。

それらの中でも特に、現在の外房線（当時は房総東線）の茂原駅 - 八積駅間の周辺は、大関堰、鵜沼堰などの堰や大ドブと呼ばれる広大な湿原が広がり、ところどころ深田や松林が点在していて、松林にはオキナグサやムシャリンドウも見られた。1935年（昭和10年）11月、一松村七村堰（現在の長生村一松丁付近）の一松村肉食植物が、多種の食虫植物が1ヶ所に群生し、食虫植物以外のイッスンテンツキ、ゴマクサなどの湿地に見られる珍しい植物も自生しているとして千葉県指定天然記念物に指定された。しかし、その大湿原も、1960年代を境に様相が変わりつつあった。1960年代に入り、農地開拓事業が進められるようになったのである。大部分の湿原は水田と化し、灌漑排水設備が整うにしたがって湿原や水田は乾燥化し、それに追い討ちをかけるように、湿原が宅地化・工業用地化され、次々と埋め立てられていき、植物にとっての湿原環境は急激に狭められ、景色も一変したのである。このような状況になり、湿原保護の必要性が強く論じられ、それにより1971年（昭和46年）「長生村食虫植物等保護委員会」がようやく設置され、保護・教育普及活動が開始された。同年11月、保護委員会は『長生村の保護植物』という冊子を発行し、この中では、「寒地性と暖地性の植物が混生し、広大な湿原・沼沢地のため種類、数ともに多く、海岸よりには塩性湿地も存在する。（要約）」などの特異性が述べられている。
1973年（昭和48年）には保護委員会により長生村尼ヶ台（後述の尼ヶ台総合公園内の湿地と同所とされる）の村有地に食虫植物8種を移植し一旦は定着するが、管理が維持されなかったため大半が消滅した。翌1974年（昭和49年）、同村薮塚で千葉県環境部による自然環境保全地域のための学術調査が行われた。翌1975年（昭和50年）2月に自然環境保全審議会が開催され、同年3月「長生の湿地帯自然環境保全地域」として県条例に基づき指定するため周辺の約8ヘクタールが保全予定地として答申されたが、同年9月の公示段階になっても当時の地権者の同意が得られず、指定保留のまま予定地の大半は長生村西部工業団地に編入された。周囲は造成され、予定地は約2.5ヘクタールに縮小し放置された。その後の1981年（昭和56年）5月10日に行われた保護委員会による調査によると、造成は進行していたもののこの時点では多くの食虫植物や湿生植物が記録されていた。
そして1988年（昭和63年）に行われた千葉県自然環境保全地域等変遷調査では、「長生村の湿地帯」として周辺の調査が行われたが、放置により遷移が進んだため、湿地の大部分がヨシやセイタカアワダチソウなどの大型植物に覆われ、食虫植物や小型の湿生植物が激減しており、食虫植物はナガバノイシモチソウとコモウセンゴケがわずか2点で見られるのみだった。
周辺の湿地が消えてゆく中1992年（平成4年）、長生村薮塚の工場敷地内に、豊富な植物相の0.7ヘクタールほどの小規模湿地が発見(その後、隣接した南側も新たに追加)され、調査が開始された。この地は保全予定地に隣接しており、1941年（昭和16年）から1950年代まで茂原農学校(現・県立茂原樟陽高校)御声(みこえ)農場(別名・金谷沼農場)という実習農場であった。県、村、工場と、湿地を保全すべく協議が進められ1993年（平成5年）、村の委嘱により長生村湿地生態調査団が組織され、専門家らによる調査が開始された。この湿地は道路と造成地に囲まれ、埋め立てが計画されていたが、村の要請により計画が延期された。
この様に、湿地の状態を維持することが困難だったため同年11月から、埋土種子からの復元を期待すべくブロック状に剥ぎ取られた表土や植物を移植する実験が行われ、同村尼ヶ台の尼ヶ台総合公園内の湿地に移植された。移植地ではモウセンゴケ、コモウセンゴケ、ナガバノイシモチソウ、ミミカキグサ、ホザキノミミカキグサなどの食虫植物やイトイヌノヒゲ、ヒメナエ、ヒナノカンザシなどの小型の湿生植物が出現し、移植は1997年（平成9年）7月まで続いた。
同年、県、村、工場、調査団などによって構成される長生村湿地植物復元事業検討会議が設置され、保全のための対策が検討された。その結果、地下水位上昇を図るため、湿地の東側に調整池と保全緑地が設置され工場により管理されていたが、湿地の植物相が再発見当初よりも著しく劣化していたため1998年（平成10年）、北側の一部を残し半分近くが埋め立てられた。
その後残された湿地は、2003年（平成15年）に長生村湿地植物生態調査団により行われた調査で、ミカワシュンジュガヤが一部群生し、食虫植物のコモウセンゴケ、湿生植物のイヌセンブリがわずかに残存するのみで、湿地の復元は困難と思われ、豊富な植物相を保全するという指定要件が失われたため保全指定予定区域から除外され、2004年（平成16年）7月、千葉県環境審議会自然環境部会 報告第1号でその旨が報告された。除外後も1998年（平成10年）に県、村、工場により締結された自然環境保全協定により調整池や保全緑地は保全されている。また植物が移植された湿地は、現在は尼ヶ台総合公園湿生植物園として開放されている。
また2005年（平成17年）には、茂原市の千葉県立長生高等学校で、昭和初期から1960年代にかけて主に同校周辺で生徒らによって採取された約1500点、種数にして200種以上の貴重な植物標本が発見され、千葉県立中央博物館に移管された。この標本の中には現在この地ではほとんど見られないトキソウやサギソウなどの絶滅危惧植物が含まれ、当時の多様な植物相を誇った湿原であったことをうかがわせる貴重な資料である。

## 現状
尼ヶ台総合公園湿生植物園に移植された植物は現在、長生村湿地植物生態調査団などの専門家や、2003年（平成15年）に結成された地元ボランティア団体らの手により、夏季の大型植物の抑制や冬季の全面刈り取りなど定期的な管理、調査や年3回の研修観察会を実施するなどの活動を実施している。

## 過去に確認された希少な植物
- 食虫植物（2科9種）
  - タヌキモ科

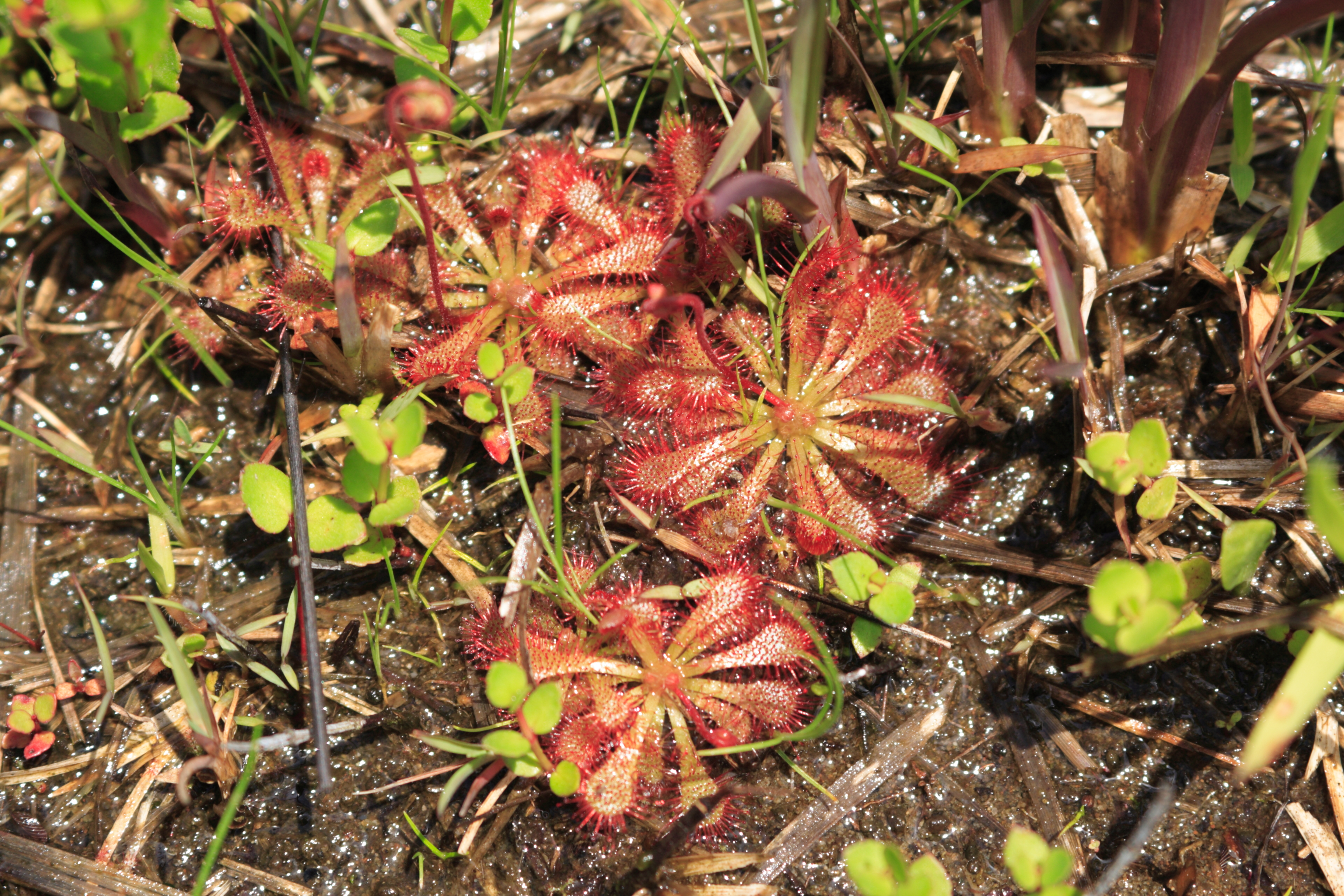
湿原跡の住宅地に現在も自生しているコモウセンゴケ（2008年6月4日、長生郡睦沢町で撮影）

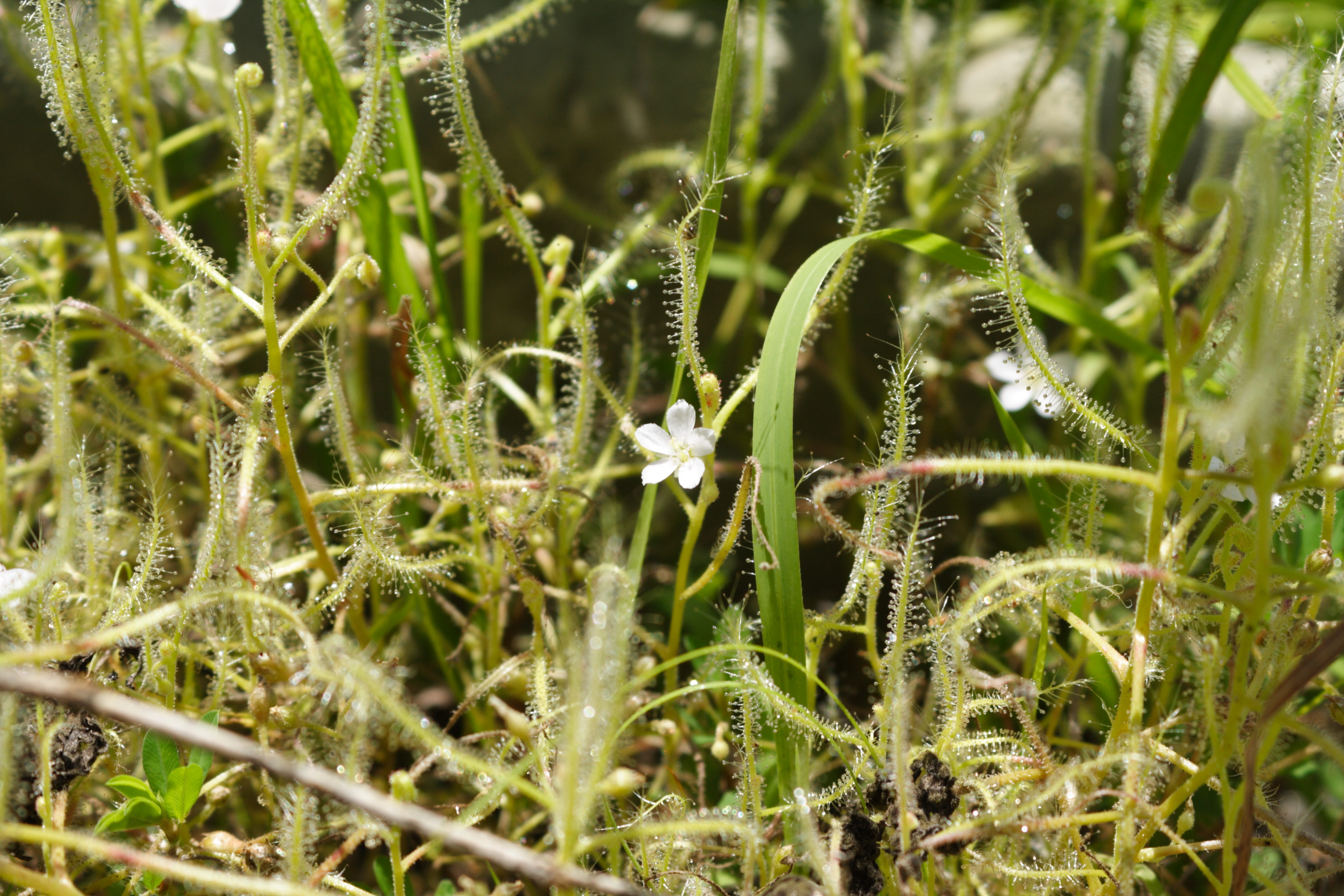
尼ヶ台総合公園湿生植物園で保護されているナガバノイシモチソウの花と捕虫葉（2009年7月26日、長生郡長生村で撮影）

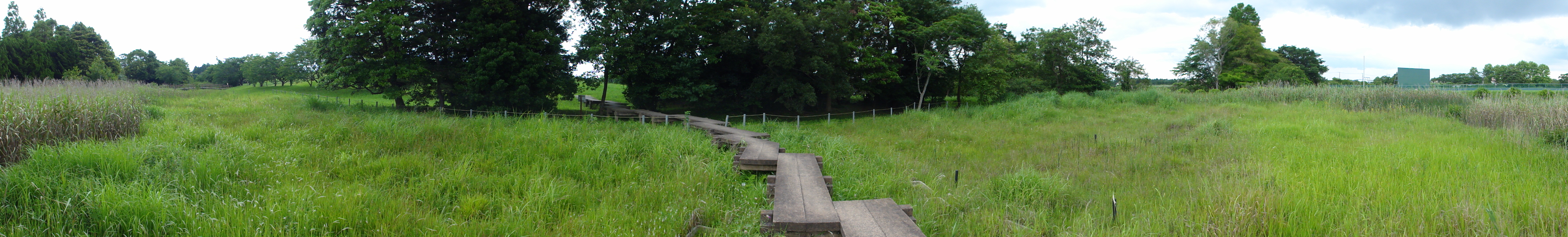
尼ヶ台総合公園湿生植物園のパノラマ写真。2013年6月30日撮影。

    - タヌキモ（イヌタヌキモとの記述もある[8]）（絶滅危惧II類）
    - ヒメタヌキモ（絶滅危惧II類）
    - ホザキノミミカキグサ
    - ミミカキグサ
    - ムラサキミミカキグサ（絶滅危惧II類）

  - モウセンゴケ科
    - イシモチソウ（絶滅危惧II類）
    - コモウセンゴケ
    - ナガバノイシモチソウ（白花）（絶滅危惧IB類）
    - モウセンゴケ
- カヤツリグサ科植物
  - カヤツリグサ科
    - イッスンテンツキ（絶滅危惧IA類）
    - イヌノハナヒゲ（現在当地は千葉県内唯一の自生地）
    - カガシラ（絶滅危惧IB類）（現在千葉県内では当地と成東・東金食虫植物群落にのみ自生）
    - トネテンツキ（絶滅危惧II類）
    - ミカワシンジュガヤ（絶滅危惧IB類）（現在当地は千葉県内唯一の自生地）
- その他の湿生植物
  - ゴマノハグサ科
    - ゴマクサ（絶滅危惧IB類）

  - マチン科
    - ヒメナエ（絶滅危惧IB類）

  - ミクリ科
    - ヒメミクリ（絶滅危惧II類）
    - ミクリ（準絶滅危惧）

  - ミズニラ科
    - ミズニラ（絶滅危惧II類）

  - ユキノシタ科
    - タコノアシ（絶滅危惧II類)

  - ラン科
    - サギソウ（絶滅危惧II類）
    - トキソウ（絶滅危惧II類）（現在千葉県内では当地と成東・東金食虫植物群落にのみ自生）
    - ミズトンボ（絶滅危惧II類）

  - リンドウ科
    - イヌセンブリ（絶滅危惧II類）（現在千葉県内では当地と成東・東金食虫植物群落にのみ自生）

※斜体の植物は、現在でも尼ヶ台総合公園湿生植物園で見られる植物